# Тензорезистор
Тензорезистор (от лат. tensus – напрежение и лат. resisto – съпротивление) е пасивен електронен елемент, който преобразува механична деформация в промяна на електрическото съпротивление. Тензорезистора е основна съставна част на тензодатчика, чрез които се измерва сила, налягане, тегло, механично напрежение и други.

## Принцип на действие
При опъването на проводниковите елементи на тензорезистора се увеличава неговата дължина и намалява неговото напречно сечение, което увеличава съпротивлението на тензорезистора, а при натискане става обратното.